# Вітрильний спорт на літніх Олімпійських іграх 1948
Змагання з вітрильного спорту на літніх Олімпійських іграх 1948 в Лондоні тривали з 3 до 12 серпня поблизу узбережжя Торбея. Розіграно 5 комплектів нагород. Це була єдина Олімпіада, де всі дисципліни у вітрильному спорті були чоловічими. Перед тим і до 1988 року, коли було запроваждено окремо жіночі дисципліни, всі дисципліни були відкриті, тобто жінки мали право змагатися нарівні з чоловіками.

## Країни
| Аргентина (ARG)  | Австралія (AUS) | Австрія (AUT)         |
| Бельгія (BEL)    | Бразилія (BRA)  | Канада (CAN)          |
| Куба (CUB)       | Данія (DEN)     | Іспанія (ESP)         |
| Фінляндія (FIN)  | Франція (FRA)   | Велика Британія (GBR) |
| Греція (GRE)     | Ірландія (IRL)  | Італія (ITA)          |
| Нідерланди (NED) | Норвегія (NOR)  | Португалія (POR)      |
| ПАР (RSA)        | Швейцарія (SUI) | Швеція (SWE)          |
| Уругвай (URU)    | США (USA)       |                       |

## Медальний залік
| Дисципліна      | Золото                                                                            | Срібло | Бронза                                                                                       |
| --------------- | --------------------------------------------------------------------------------- | --- | -------------------------------------------------------------------------------------------- |
| 1948: Світлячок | Данія (DEN) · Пауль Ельвстрем                                                     | США (USA) · Ралф Еванс | Нідерланди (NED) · Кос де Йонґ                                                               |
| 1948: Зоряний   | США (USA) · Гіларі Смарт · Пол Смарт                                              | Куба (CUB) · Карлос де Карденас · Карлос де Карденас мол.                                                                                            | Нідерланди (NED) · Адріан Мас · Едвард Стюттергейм                                           |
| 1948: Ластівка  | Велика Британія (GBR) · Стюарт Морріс · Девід Бонд                                | Португалія (POR) · Дуарте де Алмейда Беллу · Фернанду Пінту Коелью Беллу                                                                             | США (USA) · Локвуд Пірі · Овен Торрі                                                         |
| 1948: Дракон    | Норвегія (NOR) · Тор Торвальдсен · Гокон Барфод · Сіґве Лі                        | Швеція (SWE) · Фольке Булін · Єста Бродін · Гуґо Юнсон                                                                                               | Данія (DEN) · Вільям Бернтсен · Клаус Баесс · Оле Бернтсен                                   |
| 1948: 6 метрів  | США (USA) · Герман Вайтон · Алфред Луміс · Майкл Муні · Джеймс Сміт · Джеймс Вікс | Аргентина (ARG) · Енріке Сьєбурґер стар. · Еміліо Хомпс · Родольфо Рівадемар · Руфіно Родрігес де ла Торре · Енріке Сьєбурґер мол. · Хуліо Сьєбурґер | Швеція (SWE) · Торе Гольм · Карл-Роберт Амельн · Мартін Гіндорфф · Торстен Лорд · Єста Сален |

## Таблиця медалей
| Місце               | Країна                | Золото | Срібло | Бронза | Загалом |
| ------------------- | --------------------- | ------ | ------ | ------ | ------- |
| 1                   | США (USA)             | 2      | 1      | 1      | 4       |
| 2                   | Данія (DEN)           | 1      | 0      | 1      | 2       |
| 3                   | Велика Британія (GBR) | 1      | 0      | 0      | 1       |
| 3                   | Норвегія (NOR)        | 1      | 0      | 0      | 1       |
| 5                   | Швеція (SWE)          | 0      | 1      | 1      | 2       |
| 6                   | Аргентина (ARG)       | 0      | 1      | 0      | 1       |
| 6                   | Куба (CUB)            | 0      | 1      | 0      | 1       |
| 6                   | Португалія (POR)      | 0      | 1      | 0      | 1       |
| 9                   | Нідерланди (NED)      | 0      | 0      | 2      | 2       |
| Загалом (9 збірних) | Загалом (9 збірних)   | 5      | 5      | 5      | 15      |